# Franklin Simmons
Franklin Bachelder Simmons, född den 11 januari 1839 i Webster, Maine, död den 8 december 1913 i Rom, var en amerikansk bildhuggare.
Simmons började, begåvad med stor konstnärstalang, redan tidigt att teckna och modellera. I Washington, D.C. förtjänade han genom utförandet av porträttbyster så mycket, att han 1867 kunde bege sig till Rom, där han skapade en staty av Roger Williams för Kapitolium i Washington och flera ideala plastiska arbeten, varibland även en högst karakteristisk Jochebed med Mosesbarnet i sitt sköte; vidare ett monument över dem som föll i amerikanska inbördeskriget och en ideal staty av det förlovade landet.